# Partido de Lobos
Lobos es uno de los 135 partidos de la provincia argentina de Buenos Aires. Al noroeste, limita con el Partido de Navarro; al noreste, con los partidos de General Las Heras y Cañuelas; al sudeste, con el Partido de Monte; al sudoeste, con el Partido de Roque Pérez, y en el extremo sudoeste limita con el Partido de 25 de Mayo.

## Geografía

### Sismicidad
La región responde a la «subfalla del río Paraná», y a la «subfalla del río de la Plata», con sismicidad baja; y su última expresión se produjo el 5 de junio de 1888 (136 años), a las 3.20 UTC-3, con una magnitud aproximadamente de 5,0 en la escala de Richter (terremoto del Río de la Plata de 1888).
La Defensa Civil municipal difunde periódicamente alertas sobre fenómemos meteorológicos que afectan al distrito, tales como: 
- Tormentas severas, anegamientos e inundaciones, olas de calor, entre otras, conforme los reportes emitidos por el Servicio Meteorológico Nacional para la zona de influencia.
- El partido de Lobos presenta baja sismicidad, con silencio sísmico de 136 años

## Localidades del Partido
Se divide en 7 Cuarteles
(distancia a la ciudad cabecera)
- Antonio Carboni: 25 km al sudoeste de Lobos
- Elvira: 38 km al sudoeste de Lobos
- José Santos Arévalo: al noroeste de Lobos
- Lobos: cabecera del partido
- Empalme Lobos
- Las Chacras
- Salvador María: 18 km al sudoeste de Lobos.
- Villa Loguercio: 15 km al sudoeste de Lobos.
- Zapiola: 18 km al noreste de Lobos

## Intendentes de Lobos
Desde 1856 hasta 1887 hubo 22 administraciones de presidentes municipales, siendo el primero Juan Antonio Cascallares. A partir de 1887 se nombra a Juan José Caminos como el  primer intendente municipal. El primer intendente después de la dictadura militar -autoproclamada "Proceso de Reorganización Nacional"- fue José Roberto Piccone (UCR). Sucedieron a este en el cargo, Humberto Maglione (UCR)  Manuel María Manín (PJ), y Juan Erriest (Unión Vecinal Conservadora, por dos mandatos consecutivos). El peronista Gustavo Sobrero ocupó el sillón municipal desde el año 2003, hasta el 2015. Actualmente el intendente de Lobos es Jorge Etcheverry (Juntos por el Cambio).

## Demografía
Según los resultados definitivos del censo de 2022 la población del partido alcanza los 41.760 habitantes.

### Estructura
La población se encuentra repartida en 21 689 mujeres y 20 071 hombres, con un índice de masculinidad de 92,5 hombres por cada 100 mujeres. 
La edad mediana de la población es de 34 años (35 años entre las mujeres y 33 años entre los hombres).
El 14,3% de la población tiene más de 65 años (frente al 13,5% en 2010), y el 3,5% de la población tiene más de 80 años (mismo porcentaje que en 2010)

### Salud y educación
El 64,5% de la población tiene al menos un tipo de cobertura de salud. 
Unas 13 498 personas asisten a algún tipo de establecimiento educativo de cualquier nivel y unas 4 812 personas tienen un título terciario o superior (11,5% sobre el total de la población). La tasa de alfabetización es del 99,7%

### Migraciones
De las personas residentes en el partido, unas 6 611 (15,0% del total de población) nacieron en otra provincia, y unas  888 (2,1% del total de población) lo hicieron fuera del país, siendo los grupos de inmigrantes más numerosos los provenientes de:
- Bolivia: 184 personas
- Paraguay: 175 personas
- Uruguay: 80 personas
- Chile: 50 personas
- Colombia: 39 personas

### Hogares
En el partido hay un total de 16 799 viviendas  y 14 900 hogares. 
En cuanto al régimen de tenencia y regularidad de la propiedad de las viviendas, el 61,2% es propia, el 21,5% es alquilada, el 7,5% es cedida o prestada, y el resto se encuentra en otra situación.
Sobre el total de hogares, 9 127 (61,2% del total) tiene acceso a red pública de agua corriente, 4 406 (29,6% del total) tiene desagüe y descarga a red pública cloacal, 8 877 (59,6% del total) tiene acceso a red pública de gas, y 12 413 (83,3% del total) tiene acceso a red de internet en la vivienda. 

## Turismo
El Partido de Lobos es principalmente conocido por su laguna, su aeroclub, el museo de ciencias naturales, la casa natal de Juan Domingo Perón que ha sido convertida en museo, y varias estancias centenarias dedicadas al turismo rural, de las que se cuentan: Estancia La Candelaria, Estancia Santa Rita, Estancia La Concepción y Santo Domingo.

### Laguna de Lobos
La Laguna de Lobos, está a 15 km de la ciudad de Lobos y a 115 km de la Ciudad de Buenos Aires; es el principal atractivo turístico de la zona.

La Laguna tiene 800 ha, transformándose en un lugar ideal para la práctica de actividades acuáticas. Al estar ubicada en una zona de abundante vegetación se pueden apreciar una gran variedad de aves silvestres. La fauna ictícola compuesta por pejerreyes, carpas, dientudos, tarariras, bogas, lisas, bagres y mojarras permiten inolvidables jornadas para el aficionado a la pesca.

En diciembre, desde 1988 se celebra la Fiesta del Pescador Deportivo, declarada de interés Municipal, Provincial y Nacional en la que se realizan distintas actividades acuáticas, culminando con la elección de la Reina del Pescador Deportivo y un show musical, sobre un escenario acuático. Esta fiesta se realiza en el Club de Pesca Lobos, el cual fue fundado en 1945.

La Laguna cuenta con sus propias embarcaciones e instalaciones adecuadas para cocinar, además posee un muelle de 150 m de largo.

Bajo su espesa arboleda se encuentra la estación Hidrobiológica que se encarga de la cría y siembra de aproximadamente 500 mil alevinos anuales lo cual ha permitido mantener a través de los años el atractivo turístico fundamental de la Laguna: "La Pesca del Pejerrey".

Sobre la margen noroeste, se encuentra "Villa Loguercio", en la que residen cerca de 400 habitantes estables y alrededor de 2.000 temporarios que se alojan en numerosas casas de fin de semana.

A fin de preservar la biodiversidad y la tranquilidad características del lugar, un mayoritario grupo de vecinos presentó a las Autoridades Municipales un petitorio firmado solicitando se declare Área Protegida a la zona de la "Boca" de la Laguna y alrededores. Cabe destacar que la Laguna de Lobos, a diferencia de otras lagunas del país, está inventariada como Humedal de Argentina debido a sus caractarísticas de salinidad y cotas de agua que otorgan el ambiente ideal para la gran biodiversidad que la habita.